# Simon Channing Williams
Simon Channing Williams (Maidenhead, 10 de junho de 1945 — Cornualha, 11 de abril de 2009) foi um produtor cinematográfico britânico.